# Нојмарк (Фогтланд)
Нојмарк (њем. Neumark) општина је у њемачкој савезној држави Саксонија. Једно је од 45 општинских средишта округа Фогтланд. Према процјени из 2010. у општини је живјело 3.244 становника. Посједује регионалну шифру (AGS) 14523280.

## Географски и демографски подаци
Нојмарк се налази у савезној држави Саксонија у округу Фогтланд. Општина се налази на надморској висини од 320–460 метара. Површина општине износи 17,4 km². У самом мјесту је, према процјени из 2010. године, живјело 3.244 становника. Просјечна густина становништва износи 187 становника/km².